# Ајубиди
Ајубиди или Ајубити су били муслиманска династија курдског порекла, која је у 12. и 13. веку владала Египтом, Сиријом, великим делом Јемена, Дијар Бакром, Меком, Хиџазом и северним Ираком. Династију је основао Саладин, а владали су Египтом од 1171. до 1250 (а делом до 1252. или 1254).

## Саладин
Династију Ајубида основао је Саладин, који је заједно са својим ујаком освојио Египат 1169. у име зенгидског краља Нурадина од Дамаска. Име Ајубиди долази од имена Саладиновог оца Најмадин Ајуб, а Ајуб на арапском значи Јов, личност из Библије. Саладин је 1171. свргнуо последњег фатимидског калифа. Прогласио је Египат делом зенгидског султаната. Саладин је временом почео да ускраћује дотадашњем господару Нурадину од Дамаска. Када је Нурадин умро 1174. Саладин је заратио против његовог сина Асалиха Исмаила и заузео је Дамаск. Исмаил је побегао у Алепо, одакле је наставио са борбама против Саладина све до своје смрти 1181.
После тога Саладин је заузео целу Сирију и чак део северног Ирака. Највећи успех Саладин је постигао победом над крсташима у бици код Хатина и заузимањем Јерусалима 1187. Саладин је умро 1193. Нешто пре тога склопио је споразум са Ричардом Лављег Срца по коме предаје крсташима узак обални појас од Аскалона до Антиохије.

## Након Саладина
Након Саладинове смрти његови синови су се свађали око поделе царства, све док Саладинов брат Ал-Адил није 1200. преузео власт у целом царству. Након Ал-Адилове смрти 1218. поновила се борба његових синова (Ал-Камил, Муазам, Ал-Ашраф Муса) за власт, а и 1238. након смрти Ал-Камила.
И поред унутрашњих борби за наслеђе Ајубидско царство је било доста снажно. Последњег ајубидског султана Египта Тураншаха
убио је 1250. мамелучки генерал Ајбеј, који је основао династију Бахри.
Након губитка Египта Ајубиди су се повукли, а џепови отпора против Мамелука постојали су још у Сирији следећих 80 година, до 1334.